# Elías del Socorro Nieves
El Beato Mateo Elías Nieves Castillo (21 de septiembre de 1882-10 de marzo de 1928) fue un sacerdote católico mexicano así como miembro de la Orden de San Agustín, en la que asumió el nombre de Elías del Socorro. Fue fusilado por fuerzas federales el 10 de marzo de 1928, durante la Guerra Cristera y beatificado por el papa Juan Pablo II el 12 de octubre de 1997.

## Primeros años
Nació a las 6 de la mañana del 21 de septiembre de 1882 en la isla de San Pedro en la Laguna de Yuriria, Yuriria, Guanajuato; hijo del campesino Ramón Nieves y su esposa Rita Castillo. Con 12 años, una ceguera temporal y la tuberculosis estuvieron a punto de acabar con su vida. Un año después, como consecuencia del asesinato de su padre, tuvo que dejar los estudios para ayudar económicamente a su familia.

## Presbítero
Castillo fue admitido en el Colegio Agustino de Yuriria a la edad de 22 años, entrando con una edad mayor a la admisión estándar. Profesó sus votos en 1911. y tomó el nombre de "Elías del Socorro" en alusión a la Virgen del Socorro. Fue ordenado sacerdote el 9 de abril de 1916, y se desempeñó como vicario en Cañada de Caracheo en 1921, donde terminó la construcción del templo (iniciado en abril de 1913) pavimentando el interior, construyendo las torres, y decorando.

### Fusilamiento
En 1926 la represión del gobierno mexicano contra la iglesia católica tomó un cariz más agresivo, prohibiendo así las procesiones y todo culto público, e iniciando el fusilamiento de sacerdotes católicos. Tras ser asesinado el padre Luis Batis Sainz en Pénjamo en agosto de 1926, los campesinos de Pénjamo se levantaron en armas, siendo este conflicto parte de la Guerra Cristera. Elías del Socorro se mantuvo escondido en una cueva de la Barranca El Leñero, estableciendo una iglesia improvisada y bajando al pueblo ocasionalmente para administrar sacramentos.
El 7 de marzo de 1928 arribaron al pueblo un grupo de soldados persiguiendo unos ladrones. Reconocieron al sacerdote, quien se disfrazaba de campesino, por el pantalón negro de clérigo que se asomaba por debajo del pantalón de manta. Se le pretendió trasladar a Cortazar, pero durante el trayecto, a un lado de la carretera se le informó de que sería fusilado. Pidió ser ejecutado frente a un mezquite. Rezó el credo y pidió a los soldados del pelotón que se inclinaran para recibir la bendición, a lo que el capitán del pelotón, Manuel Márquez Cervantes, respondió disparándolo dos veces en la cabeza, y matándolo en el acto.

### Beatificación
En octubre de 1957 fue declarado Siervo de Dios, y su proceso de beatificación fue ratificado en 1992. Fue beatificado por el Papa Juan Pablo II el 10 de octubre de 1997. Sus restos se veneran en la iglesia parroquial de Cañada de Caracheo, en Cortazar (Guanajuato), México.